# HP Open 2009
HP Open 2009 (також відомий під назвою HP Japan Women's Open Tennis 2009) — жіночий тенісний турнір, що проходив на відкритих кортах із твердим покриттям. Це був перший турнір HP Open, and was classified as an Турніри WTA International в рамках Туру WTA 2009. It was played in Осака, Japan.

## Фінальна частина

### Одиночний розряд
Саманта Стосур —  Франческа Ск'явоне 7–5, 6–1
- It was Stosurs 1-й титул за рік і 1-й — за кар'єру.

### Парний розряд
Чжуан Цзяжун /  Ліза Реймонд  —  Шанелль Схеперс /  Абігейл Спірс 6–2, 6–4

## Кваліфікація

### Сіяні пари
| Країна    | Гравчиня           | Рейтинг1 | Сіяна |
| --------- | ------------------ | -------- | ----- |
| Данія     | Каролін Возняцкі   | 5        | 1     |
| Франція   | Маріон Бартолі     | 13       | 2     |
| Австралія | Саманта Стосур     | 14       | 3     |
| Італія    | Франческа Ск'явоне | 26       | 4     |
| Ізраїль   | Шахар Пеєр         | 34       | 5     |
| Канада    | Александра Возняк  | 35       | 6     |
| Угорщина  | Мелінда Цінк       | 40       | 7     |
| Казахстан | Ярослава Шведова   | 50       | 8     |

seeds are based on the rankings of 5 жовтня 2009

### Інші учасниці
Нижче наведено учасниць, які отримали вайлдкард на участь в основній сітці:
- Кіміко Дате
- Рьоко Фуда
- Курумі Нара

Нижче наведено гравчинь, які пробились в основну сітку через стадію кваліфікації:
- Анастасія Родіонова
- Chang Kai-Chen
- Софі Фергюсон
- Шанелль Схеперс

The following player received a щасливий лузер spot:
- Олександра Панова